# Sabiduría
Sabiduría (deutsch „Weisheit“) ist ein Musikalbum von Eddie Palmieri. Die von 2013 bis 2015 entstandenen Aufnahmen erschienen am 21. April 2017 auf Ropeadope Records.

## Hintergrund
Eddie Palmieris erstes neues Album seit 2006 enthielt zwei neu kontextualisierte Hits aus der Vergangenheit und zehn neue Kompositionen des Pianisten, die auf die verschiedenen Strömungen seines musikalischen Schaffens Bezug nehmen.
Palmieri nahm das Album Sabiduría mit seiner Band und einer Reihe von Gastmusikern auf (Joe Locke („La Cancha“), Donald Harrison („Augustine Parish“, „The Uprising“), Alfredo de la Fé, Obed Calvaire, Ronnie Cuber, David Spinozza, Marcus Miller und Bernard Purdie), außerdem mit seiner Band aus Jonathan Walsh, Louis Fouche, Jeremy und Jonathan Powell und der Rhythmusgruppe aus Luques Curtis (Bass) und den Perkussionisten „Little Johnny“ Rivero, Camilo Molina, Luisito Quintero und Anthony Carrillo, die alle in verschiedenen Kombinationen zusammengestellt sind.

## Titelliste
- Eddie Palmieri: Sabiduría (Ropeadope RAD 347)[1]

1. Cuerda y Tumbao 6:44
2. Wise Bata Blues 6:39
3. Sabiduría 5:32
4. La Cancha 5:13
5. Augustine Parish 6:18
6. Life 2:52
7. Samba do Suenho 6:37
8. Spinal Volt 5:14
9. The Uprising 7:31
10. Coast to Coast 6:47
11. Locked In 7:05
12. Jibarita y su son 8:02

Die Kompositionen stammen von Eddie Palmieri.

## Rezeption

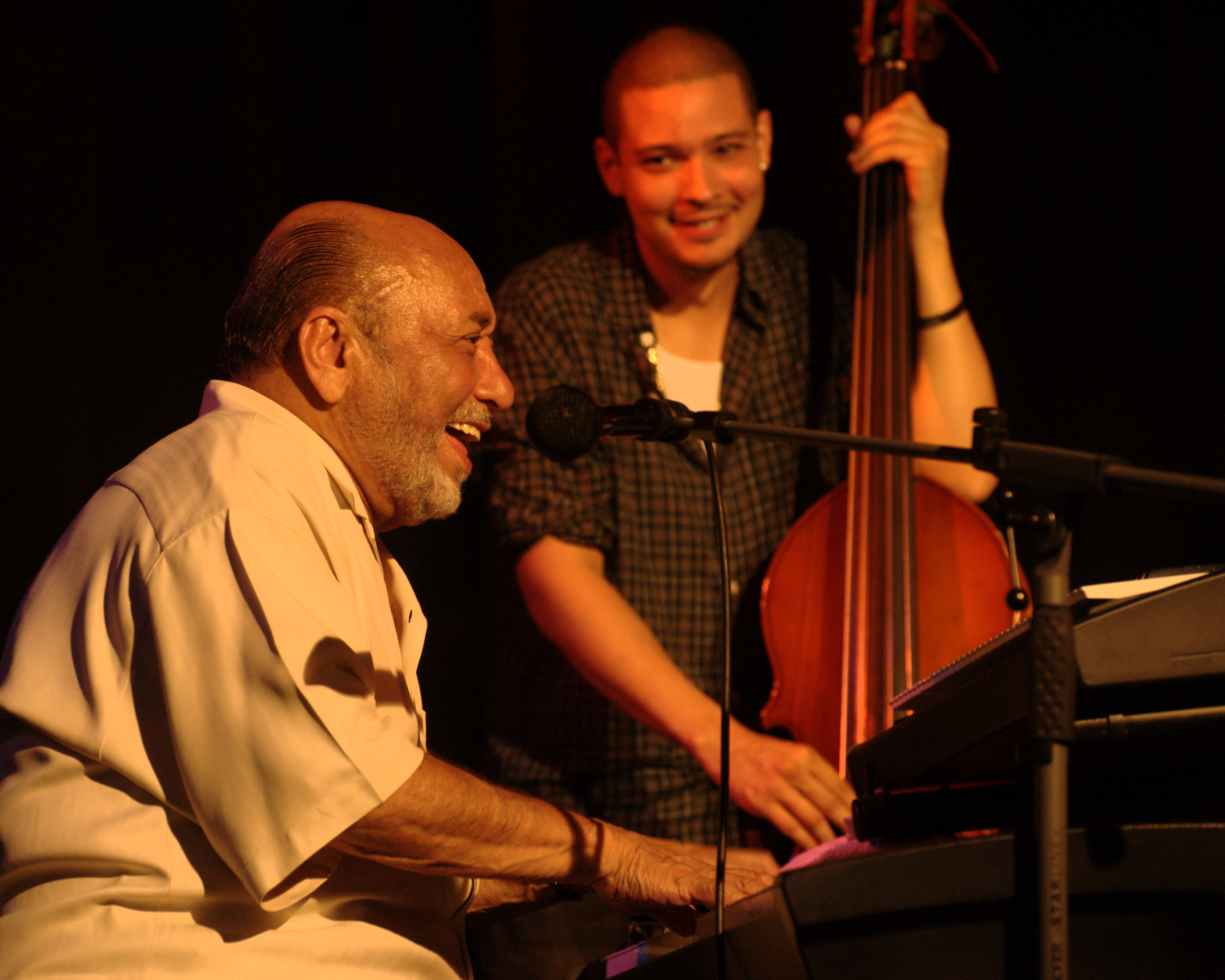
Eddie Palmieri (im Hintergrund Bassist Luques Curtis) im Konzert in der Bessunger Knabenschule in Darmstadt 2013

Nach Ansicht von James Nadal, der das Album in All About Jazz rezensierte, präsentiert Pianist Eddie Palmieri mit Sabiduria ein beeindruckendes Zeugnis seines ausgeprägten Forschergeistes und seiner erstaunlichen Lebensfreude. Im Laufe seiner glanzvollen Karriere habe Palmieri die Komplexität afrokaribischer Rhythmen erweitert und sie mit den ernsten Elementen der melodischen und harmonischen Strukturen des Jazz kombiniert, um das zu schaffen, was er als Tanzmusik bezeichnet. Mit seinem berühmten perkussiven Klavierspiel sei Palmieris Entwicklung und sein Status im Bereich des Latin Jazz unübertroffen, und diese Platte könnte seine Krönung sein.
Señor Palmieri würde sich mit dem Leben, Latin Jazz und interkultureller Zusammenarbeit auskennen, meinte Jane Cornwell (Jazzwise). Dieses Album, sei ein pulsierender Geburtstags-Jam mit der grenzenlosen Energie, die man bei einem Treffen von Musikern auf dem Höhepunkt ihrer Karriere finde, wie hier der Bassist Marcus Miller, der Conguero Johnny Rivera und der Fania-Geiger Alfredo de la Fé. Hier gebe es Sambas aus Brasilien über New York, wobei sich die Schlägel des Vibraphonisten Joe Locke auf dem wunderschönen „Samba do Suenho“ gegenseitig jagen. Aus Kuba über Westafrika, mit dem großartigen Oawo Sado am Bata<sic!>, komme „Wise Bata Blues“, ein Wirrwarr aus Schlagzeug-Grooves, die sich in agilen Hardbop verwandeln würden. Palmieri und seine eingeschworene vierköpfige Crew aus Stammmusikern hätten durchweg eine Menge Spaß, wobei der über achtzigjährige Pianist „auf acht Zylindern“ laufe – einen für jedes Jahrzehnt. „Wie man in Lateinamerika sagt: aguaaa …“.
Sabiduría sei ein beeindruckendes Werk, schrieb Ted Panken im Down Beat und bewertete das Album mit viereinhalb Sternen. Vibraphonist Joe Locke präge „Samba do Suenho“ aus dem Palmieri-Cal-Tjader-Klassiker „Bamboleate“ mit seiner Stimme, und Donald Harrison, der seit der Blütezeit des afro-karibischen Sextetts Mitte der 1990er-Jahre häufig mit ihm zusammenarbeitete, würde leidenschaftlich über das karibisch-Crescent-City-lastige „Augustine Parish“ improvisieren. Alfredo de la Fé streiche und zupfe über Palmieris Cluster auf „Cuerdas y Tumbao“, während Cuber, David Spinozza, Marcus Miller und Bernard Purdie den Titeltrack funkig aufpeppen – ein Boogaloo, der Palmieris früheren Werken in diesem Genre in nichts nachstehe. Dennoch sei es Palmieri, dessen einzigartiger Klaviergesang allen die Schau stiehlt.